# Esteban Carril
Esteban Carril Caso (Gijón, Asturias, 24 de mayo de 1977) es un extenista profesional español y entrenador de tenis.

## Tenista
Fue tres veces All-American compitiendo en tenis universitario con la Universidad Cristiana de Texas y ganó el torneo Kuwait F3 del ITF World Tennis Tour en mayo de 2002 en individuales. En dobles ganó 9 torneos de ese circuito. 

## Entrenador
Carril ha sido durante tres años el entrenador de Johanna Konta, con quien consiguió ascender en el Ranking WTA desde el número 156 al top 10. Posteriormente entrenó a Emma Raducanu, y en 2021 se incorporó al equipo técnico de Andy Murray en el Torneo de Estocolmo 2021 y al de Martín Landaluce en el Abierto de Estados Unidos 2022.